# لیانگ وودونگ
لیانگ وودونگ (مارس ۱۹۵۹ – ۲۵ ژانویهٔ ۲۰۲۰) از پزشکان بیمارستان شینهوآ در استان هوبئی چین بود. وی نخستین پزشکی بود که بر اثر ابتلا به ویروس کرونای مرتبط با عفونت‌های بیمارستانی جان خود را از دست داد. وی در ساعت ۷ صبح ۲۵ ژانویه ۲۰۲۰ میلادی در سن ۶۰ سالگی درگذشت.